# Matoniaceae
Matoniaceae – rodzina paproci z rzędu glejcheniowców (Gleicheniales). W obrębie rodziny wyróżnia się dwa monotypowe rodzaje występujące w Malezji oraz na wyspach Pacyfiku.

## Systematyka
Pozycja w systemie Smitha i in. (2006) oraz PPG I (2016)
W obrębie rzędu glejcheniowców (Gleicheniales) rodzina siostrzana dla Dipteridaceae.
|  | Gleicheniaceae – glejcheniowate                               |
|  |                                                               |
|  | \| \| Dipteridaceae \| \| \| \| \| \| Matoniaceae \| \| \| \| |
|  |                                                               |
|  | Dipteridaceae                                                 |
|  |                                                               |
|  | Matoniaceae                                                   |
|  |                                                               |

|  | Dipteridaceae |
|  |               |
|  | Matoniaceae   |
|  |               |

|  | Gleicheniaceae – glejcheniowate                               |
|  |                                                               |
|  | \| \| Dipteridaceae \| \| \| \| \| \| Matoniaceae \| \| \| \| |
|  |                                                               |
|  | Dipteridaceae                                                 |
|  |                                                               |
|  | Matoniaceae                                                   |
|  |                                                               |

|  | Dipteridaceae |
|  |               |
|  | Matoniaceae   |
|  |               |

Rodzaje
- Matonia R. Br. ex Wall. – jeden gatunek Matonia pectinata R. Brown
- Phanerosorus Copel. – jeden gatunek Phanerosorus sarmentosus (Baker) Copeland